# Саутхамптън (остров)
Вижте пояснителната страница за други значения на Саутхамптън.
Саутхамптън (на английски: Southampton Island) е остров в Канадския арктичен архипелаг, владение на Канада. Административно островът влиза в състава на територия Нунавут. Площта му е 41 214 км2 и се нарежда на 8-о място по големина в Канадския арктичен архипелаг, на 9-о в Канада и на 34-то в света. Географският център на острова се намира на 64°30′ с. ш. 84°30′ з. д. / 64.5° с. ш. 84.5° з. д.
Островът се намира в южната част на архипелага, между Хъдсъновия залив на юг и басейна Фокс на североизток. На запад, северозапад и север протоците Не Алтра, Рос Уелкъм и Фрозен Стрийт го отделят от континента. На изток широкият проток Фокс разделя острова от п-ов Фокс на Бафинова земя, а на юг протоците Еванс и Фишер – от остров Котс.
Крайбрежието на острова, за разлика от останалите острови в архипелага е слабо разчленено. По-големи заливи са Нейтив Бей, Саут Бей и Годс Мерси по южното и Дук ъф Йорк на северното крайбрежие. В югоизточната част на острова се намира големия полуостров Бел. Дължината на бреговата му линия е 1944 км.
Преобладаващата част от острова е равнинна, като само по североизточното крайбрежие се издигат ниски възвишения (връх Матиасен 625 м). На острова има множество къси реки и стотици езера, като най-голямото е Хансин (Hansine lake, 65°37′ с. ш. 85°41′ з. д. / 65.616667° с. ш. 85.683333° з. д.), в най-северната част.
Климатът е субарктичен със средна януарска темепература от -30° до -40 °C, а средна юлска от 0° до 10 °C. Валежите, за разлика от останалата част на Канадския арктичен архипелаг са повече – в южната част 250-500 мм годишно, а в северната 100-250 мм. Девет-десет месеца от годината има значителна снежна покривка.
На Саутхамптън живеят едва 712 души (2001 г.) в единственото селище на острова Коръл Харбър, разположено на южното крайбрежие (залива Саут Бей). На 11 км северозападно от Коръл Харбър има модерно летище.
През 1612 г. ескпедицията на Томас Батън и Робърт Байлот открива южното крайбрежие на острова и южния вход на протока Не Алтра, отделящ Саутхамптън от континента).
През 1615 г., нова експедиция под ръководството на Робърт Байлот и Уилям Бафин открива източното крайбрежие на острова и източния вход на протока Фрозен Стрийт (65°40′ с. ш. 84°10′ з. д. / 65.666667° с. ш. 84.166667° з. д., отделящ Саутхамптън от п-ов Мелвил на север.
През 1742 г. Кристофър Мидълтън открива целия проток Не Алтра (между континента на северозапад и югозападната част на остров Саутхамптън на югоизток), продължението му на север – протока Рос Уелкъм и западния вход на протока Фрозен Стрийт.
През 1821 г. експедиция ръководена от Уилям Едуард Пари открива целия проток Фрозен Стрийт и изследва североизточното крайбрежие на острова.
|  | Тази страница частично или изцяло представлява превод на страницата Southampton Island в Уикипедия на английски. Оригиналният текст, както и този превод, са защитени от Лиценза „Криейтив Комънс – Признание – Споделяне на споделеното“, а за съдържание, създадено преди юни 2009 година – от Лиценза за свободна документация на ГНУ. Прегледайте историята на редакциите на оригиналната страница, както и на преводната страница, за да видите списъка на съавторите. ВАЖНО: Този шаблон се отнася единствено до авторските права върху съдържанието на статията. Добавянето му не отменя изискването да се посочват конкретни източници на твърденията, които да бъдат благонадеждни. |